# Вакар, Владимир Анатольевич
Владимир Анатольевич Вакар (1900—1971) — советский полярный геолог, исследователь геологии Арктики, первооткрыватель месторождений, кандидат геолого-минералогических наук, профессор. Один из авторов фундаментальной работы по стратиграфии, магматизму и тектонике.

## Биография
Родился в 1900 году в Киеве в семье врача-хирурга и революционного деятеля Анатолия Викторовича Вакара (1876—1917) и Ольги Петровны Вакар (в девичестве Беклемишевой), которая приходилась мужу двоюродной сестрой. Внук почётного мирового судьи  Виктора Модестовича Вакара, племянник большевика  Владимира Викторовича Вакара. В 1929 году после окончания геолого-минералогического отделения физико-математического факультета Ленинградского государственного университета работал геологом в Северо-Восточной экспедиции Якутской горно-технической конторы.
С 1929 по 1933 год В. А. Вакар возглавлял экспедицию собирающую сведения геолого-минералогического характера под общим руководством академика С. В. Обручева проводившего геологические исследования горных хребтов и рек Чукотки, одним из итогов этих экспедиций стало подтверждение золотоносности гигантского безымянного горного хребта, которому было присвоено имя И. Д. Черского. Так же экспедицией Вакара были открыты несколько богатых месторождений олова в районах Валькумей, Иультин, Пыркакай и других.
В 1933 году назначен старшим научным сотрудником и начальником Анюйско-Чукотской экспедиции ААНИИ. С 1933 по 1934 годы В. А. Вакар во главе экспедиции работал на северном побережье между Колымой, Малым Анюем и Чаунской губой. В задачи В. А. Вакара кроме геологической съемки входили геолого-поисковые работы на золото и полиметаллы. В течение осеннего периода 1933 года им было изучено правобережье Колымы до устья М. Анюя и последний до Островного. Предварительный отчет об этой работе был напечатан в трудах ААНИИ. В 1935—1936 годах В. А. Вакар отметил повышенную золотоносность рек Большого и Малого Анюев, а также бассейна реки Амгуэмы. Экспедициями Всесоюзного Арктического института в 1936—1938 годах были открыты и частично разведаны первые на Чукотке месторождения полезных ископаемых, так необходимых стране.
В историю геологического освоения Чукотки были вписаны имена геологов-первооткрывателей и одно из имён было имя В. А. Вакара.
В 1937 году за выполненные исследования в Северо-Восточной экспедиции В. А. Вакару без защиты была присуждена степень кандидата геолого-минералогических наук. В 1939 году назначен был главным геологом Уральского геологического управления.
С 1946 года работал старшим научным сотрудником ВНИИ геологии Арктики. С 1950 по 1951 год был главным геологом Таймырской экспедиции, был первооткрывателем двух полиметаллических месторождений на Таймыре. Вакар со своей экспедицией так же занимался картированием, в частности на Горном Таймыре был прослежен ряд рудных поясов с сериями месторождений и рудопроявлений — мусковито-бериллиеносный на севере Таймыра, полиметаллический и киноварно-антимонито-реальгаровый в горах Бырранга, флюоритовый в районе озера Таймыр. В 1958 году В. А. Вакаром вместе с П. С. Вороновым и Б. Х. Егиазаровым была предложена тектоническая схема, положенная в основу дальнейших металлогенических построений и не утратившая своего значения и сегодня. С 1955 года назначен заведующим петрографической лаборатории ВНИИГА.
Помимо геологических открытий В. А. Вакар внёс массу изобретений в геологический быт — он был организатором и руководителем многодневных Вакар-походов в районе Ладожского озера, изобрёл Вакар-палатку, Вакар-спальник, Вакар-рубаху и Вакар-обед.
Умер в 1971 году в Ленинграде, похоронен на Северном кладбище.

## Семья
Жена — Ольга Сергеевна Вакар (урождённая Френкель, 1905—1984), геолог, дочь кинопродюсера С. А. Френкеля.

## Награды
- Орден Трудового Красного Знамени (1954)

## Интересные факты
В. А. Вакар упоминается в сочинениях писателей И. С. Соколова-Микитова — «Голубые дни» и А. М. Городницкого — «Атланты. Моя кругосветная жизнь».